# Oswaldo Baqueiro Anduze
Oswaldo Baqueiro Anduze, nacido el 12 de mayo de 1902 en Mérida, Yucatán, y fallecido en la Ciudad de México el 16 de junio de 1945. Fue un novelista, ensayista, historiador y periodista mexicano. Miembro de una familia de distinguidos intelectuales peninsulares.

## Datos biográficos
Estudió en Mérida, Yucatán. Parte de su estudios fueron patrocinados por la Liga de Resistencia Central del Partido Socialista del Sureste durante el gobierno en Yucatán de Felipe Carrillo Puerto por considerársele "meritorio intelectual progresista".
Perteneció al grupo "Esfinge", cuyos integrantes se reunían en el parque Hidalgo de Mérida, justo al pie de la estatua de Manuel Cepeda Peraza. Entre otros conformaban el grupo: Clemente López Trujillo, Horacio E. Villamil, Ricardo Mimenza Castillo, Ermilo Solís, Aurelio Velázquez, Filiberto Burgos Jiménez, José Salomón Osorio, Vidal González, Manuel Amézquita, José Esquivel Pren, Miguel Ángel Menéndez y Ricardo López Méndez
En 1932 trabajó como redactor del Diario del Sureste desde la fundación del rotativo. Viajó más tarde a la Ciudad de México para establecerse ahí. Fue nombrado director de la Biblioteca de la Cámara de Diputados del Congreso de la Unión. 
Murió prematuramente a los 43 años de edad.
El escritor Ermilo Abreu Gómez dijo de él:

"Yucatán perdió con la muerte de Oswaldo a uno de sus más grandes ensayistas. Perdió además un hombre cabal, honorable, recto y sencillo... Pensaba Oswaldo en una cultura yucateca y no en una cultura yucatanense, sofisticada y baladí. En su obra dejó pruebas de su honradez y atingencia y se advierten en ella dos elementos comunes, claridad de pensamiento y claridad de expresión..."

## Obra
- Geografía sentimental de Mérida. las piedras que hablan (1937)
- La maya y el problema de la cultura indígena (1938)
- Los Mayas, fin de una cultura (1941)
- La ciudad heroica (1943)
- El Convento de Mejorada (19??)
- La nave de los piratas ciegos (novela) (19??)
- Vida, usos y hábitos de Yucatán al mediar el siglo XIX (19??)